# کنسان
کنسان (انگلیسی: Canson) شرکت کاغذسازی فرانسوی است، که در سال ۱۵۵۷ تأسیس شد.